# 장미빛 여자
"장미빛 여자"(The Rose Colored Woman)는 한국에서 제작된 박수일 감독의 1991년 드라마, 멜로/로맨스 영화이다. 이윤희 등이 주연으로 출연하였고 한상훈 등이 제작에 참여하였다.

## 출연

### 주연
- 이윤희
- 신성하

## 기타
- 촬영부: 장재기